# Eine unerhörte Affäre (Film)
Eine unerhörte Affäre ist ein britisches, im Jahr 1994 produziertes Filmdrama von Moira Armstrong. Das Drehbuch basiert auf einem Roman von Joanna Trollope, weicht aber in einigen wesentlichen Punkten von der Vorlage ab.

## Handlung
Der vermögende Anwalt Martin Jordan heiratet Alice. Das Ehepaar bekommt drei Kinder. Die Jordans ziehen nach einiger Zeit um. Im neuen Ort dominiert Cecily Jordan, die Mutter von Martin, die Familie.
Martin findet Arbeit bei Lady Unwin, derer Tochter Clodagh einige Zeit in New York verbrachte. Er flirtet mit Clodagh, die die Jordans am nächsten Tag besucht. Die Besuche werden häufiger, bei einem davon offenbart Clodagh Alice, dass sie in New York eine Geliebte gehabt hätte.
Alice und Clodagh beginnen eine Affäre, die später eine Krise erlebt.

## Kritiken
- DykesVision: „...sensible lesbische Pygmalion-Geschichte...“[1]
- Evas Buch- und Filmecke: „...optisch wie auch erzählerisch wunderschöner britischer Film...“[2]
- Coming out of TV kritisiert die Abweichung des Films von der Buchvorlage. Sie sei abgeschwächt worden, um die Gefühle des Mainstream Publikums nicht durch ein lesbisches Happy End zu verletzen. Wer einfach nur eine aufkeimende Romanze zwischen zwei Frauen sehen wolle, sei mit dem Film gut bedient. Die Selbstfindung einer Frau zeige der Film aber im Gegensatz zum Roman nicht.[3]

## Hintergründe
- Der Film wurde in Oxfordshire, England gedreht.
- Sophie Ward, die Hauptdarstellerin, verließ zwei Jahre nach dem Film ihren Ehemann wegen einer Frau. Sie habe schon während der Dreharbeiten Gefühle für Frauen gehabt, aber zeitgleich mit dem Erscheinen des Films mochte sie sich nicht outen. Das hätte zu sehr nach billiger Reklame ausgesehen, sagte Ward.
- Der Film lief im deutschen Fernsehen, er ist im Handel in Deutschland nur als VHS-Video in englischer Originalsprache erhältlich.